# Uripao
Uripao é um gênero de traça pertencente à família Arctiidae.